# Metavelifer
Metavelifer is een monotypisch geslacht van straalvinnige vissen uit de familie van zeildragers (Veliferidae). Het geslacht is voor het eerst wetenschappelijk beschreven in 1960 door Walters.

## Soort
- Metavelifer multiradiatus (Regan, 1907)